# L'Art d'être aimée
Pour plus de détails, voir Fiche technique et Distribution.
L'Art d'être aimée (Jak być kochaną) est un film polonais de Wojciech Has sorti en 1963.

## Synopsis
Dans un avion à destination de Paris, Felicja, une célèbre actrice de radio, se souvient de la nuit de 1939, quand elle devait débuter dans le rôle d'Ophélie, auprès de l'homme qu'elle aimait, Wiktor, qui jouait Hamlet. Lors de la Seconde Guerre mondiale, pour ne pas se compromettre sur les scènes allemandes, elle préfère travailler comme serveuse. Lorsque Wiktor est accusé d'avoir tué un collaborateur, elle lui fournit un alibi. Mais après la guerre, elle est accusée d'avoir collaboré.

## Fiche technique
- Scénario : Kazimierz Brandys
- Réalisation : Wojciech Has
- Photographie : Stefan Matyjaszkiewicz
- Montage :
- Musique : Lucjan Kaszycki
- Pays d'origine :  Pologne
- Langues originales : polonais, français, allemand
- Format : Noir et blanc
- Genre : Dramatique
- Durée : 97 minutes
- Date de sortie :
  - Pologne : 11 janvier 1963

## Distribution
- Barbara Krafftówna : Felicja
- Zbigniew Cybulski : Wiktor Rawicz
- Wieńczysław Gliński
- Artur Młodnicki : Tomasz
- Zdzisław Maklakiewicz : Zenon:
- Wiesława Kwaśniewska
- Kalina Jędrusik
- Wiesław Gołas
- Andrzej Hrydzewicz
- Tadeusz Kalinowski : Peters
- Irena Orska

## Distinction
- Festival de Cannes 1963 : sélection officielle en compétition